# Étoile de Bessèges 2024
Étoile de Bessèges 2024 var den 54. udgave af det franske etapeløb Étoile de Bessèges. Cykelløbets fem etaper blev kørt over 654,4 km i departementet Gard, med start den 31. januar i Bellegarde til 4. februar 2024 hvor det sluttede med en enkeltstart i Alés. Løbet var en del af UCI Europe Tour 2024.
Den samlede vinder af løbet blev danske Mads Pedersen fra Lidl-Trek.

## Etaperne
| Etape    | Dato     | Start – Mål                         | type          | Afstand (km) | Elevation (m) | Etapevinder         | Førende rytter |
| -------- | -------- | ----------------------------------- | ------------- | ------------ | ------------- | ------------------- | -------------- |
| 1. etape | 31. jan. | Bellegarde – Bellegarde             | flad etape    | 160,6        | 518 m         | aflysning af etapen |                |
| 2. etape | 1. feb.  | Marguerittes – Rousson              | kuperet etape | 163,58       | 2.060 m       | Axel Laurance       | Axel Laurance  |
| 3. etape | 2. feb.  | Bessèges – Bessèges                 | kuperet etape | 161,11       | 2.326 m       | Mads Pedersen       | Mads Pedersen  |
| 4. etape | 3. feb.  | Méjannes-le-Clap – Méjannes-le-Clap | kuperet etape | 158,48       | 1.801 m       | Samuel Leroux       | Mads Pedersen  |
| 5. etape | 4. feb.  | Alès – Alès                         | enkeltstart   | 10,645       | 172 m         | Kévin Vauquelin     | Mads Pedersen  |

### 1. etape
| Bellegarde - Bellegarde | flad etape | (160,6 km) |

- Etapen blev aflyst pga. mangel på gendarmer til at afskærme ruten, da strejkende landmænd forstyrrede trafikken i området.[1]

### 2. etape
| Marguerittes - Rousson | kuperet etape | (163,58 km) |

| \| Etaperesultat \| Etaperesultat \| Etaperesultat \| Etaperesultat \| Etaperesultat \| \| Rytter \| Rytter \| Hold \| Tid \| \| \| ------------- \| ---------------------- \| -------------------------- \| ------------- \| ------------- \| \| 1. \| Axel Laurance \| Alpecin-Deceuninck \| 3t 57' 10" \| \| \| 2. \| Mads Pedersen \| Lidl-Trek \| + 0" \| \| \| 3. \| Kévin Vauquelin \| Arkéa-B&B Hotels \| + 0" \| \| \| 4. \| Kevin Geniets \| Groupama-FDJ \| + 0" \| \| \| 5. \| Rémy Rochas \| Groupama-FDJ \| + 4" \| \| \| 6. \| Brent Van Moer \| Lotto Dstny \| + 4" \| \| \| 7. \| Benoît Cosnefroy \| Decathlon-AG2R La Mondiale \| + 7" \| \| \| 8. \| Alex Baudin \| Decathlon-AG2R La Mondiale \| + 7" \| \| \| 9. \| Aurélien Paret-Peintre \| Decathlon-AG2R La Mondiale \| + 7" \| \| \| 10. \| Jenno Berckmoes \| Lotto Dstny \| + 11" \| \| |                        |                            |            |
| |                        |                            |            |
| Kilde: ProCyclingStats |                        |                            |            |
| Etaperesultat |                        |                            |            |
| Rytter | Rytter                 | Hold                       | Tid        |
| 1. | Axel Laurance          | Alpecin-Deceuninck         | 3t 57' 10" |
| 2. | Mads Pedersen          | Lidl-Trek                  | + 0"       |
| 3. | Kévin Vauquelin        | Arkéa-B&B Hotels           | + 0"       |
| 4. | Kevin Geniets          | Groupama-FDJ               | + 0"       |
| 5. | Rémy Rochas            | Groupama-FDJ               | + 4"       |
| 6. | Brent Van Moer         | Lotto Dstny                | + 4"       |
| 7. | Benoît Cosnefroy       | Decathlon-AG2R La Mondiale | + 7"       |
| 8. | Alex Baudin            | Decathlon-AG2R La Mondiale | + 7"       |
| 9. | Aurélien Paret-Peintre | Decathlon-AG2R La Mondiale | + 7"       |
| 10. | Jenno Berckmoes        | Lotto Dstny                | + 11"      |

| \| Samlede stilling \| Samlede stilling \| Samlede stilling \| Samlede stilling \| Samlede stilling \| \| Rytter \| Rytter \| Hold \| Tid \| \| \| ---------------- \| ---------------------- \| -------------------------- \| ---------------- \| ---------------- \| \| 1. \| Axel Laurance \| Alpecin-Deceuninck \| 3t 57' 00" \| \| \| 2. \| Mads Pedersen \| Lidl-Trek \| + 4" \| \| \| 3. \| Kévin Vauquelin \| Arkéa-B&B Hotels \| + 6" \| \| \| 4. \| Kevin Geniets \| Groupama-FDJ \| + 10" \| \| \| 5. \| Rémy Rochas \| Groupama-FDJ \| + 14" \| \| \| 6. \| Brent Van Moer \| Lotto Dstny \| + 14" \| \| \| 7. \| Benoît Cosnefroy \| Decathlon-AG2R La Mondiale \| + 17" \| \| \| 8. \| Alex Baudin \| Decathlon-AG2R La Mondiale \| + 17" \| \| \| 9. \| Aurélien Paret-Peintre \| Decathlon-AG2R La Mondiale \| + 17" \| \| \| 10. \| Jenno Berckmoes \| Lotto Dstny \| + 21" \| \| |                        |                            |            |
| |                        |                            |            |
| Kilde: ProCyclingStats |                        |                            |            |
| Samlede stilling |                        |                            |            |
| Rytter | Rytter                 | Hold                       | Tid        |
| 1. | Axel Laurance          | Alpecin-Deceuninck         | 3t 57' 00" |
| 2. | Mads Pedersen          | Lidl-Trek                  | + 4"       |
| 3. | Kévin Vauquelin        | Arkéa-B&B Hotels           | + 6"       |
| 4. | Kevin Geniets          | Groupama-FDJ               | + 10"      |
| 5. | Rémy Rochas            | Groupama-FDJ               | + 14"      |
| 6. | Brent Van Moer         | Lotto Dstny                | + 14"      |
| 7. | Benoît Cosnefroy       | Decathlon-AG2R La Mondiale | + 17"      |
| 8. | Alex Baudin            | Decathlon-AG2R La Mondiale | + 17"      |
| 9. | Aurélien Paret-Peintre | Decathlon-AG2R La Mondiale | + 17"      |
| 10. | Jenno Berckmoes        | Lotto Dstny                | + 21"      |

### 3. etape
| Bessèges - Bessèges | kuperet etape | (161,11 km) |

| \| Etaperesultat \| Etaperesultat \| Etaperesultat \| Etaperesultat \| Etaperesultat \| \| Rytter \| Rytter \| Hold \| Tid \| \| \| ------------- \| ------------------ \| --------------------------- \| ------------- \| ------------- \| \| 1. \| Mads Pedersen \| Lidl-Trek \| 3t 43' 54" \| \| \| 2. \| Milan Menten \| Lotto Dstny \| + 0" \| \| \| 3. \| Rasmus Tiller \| Uno-X Mobility \| + 0" \| \| \| 4. \| Sandy Dujardin \| TotalEnergies \| + 0" \| \| \| 5. \| Benoît Cosnefroy \| Decathlon-AG2R La Mondiale \| + 0" \| \| \| 6. \| Samuel Leroux \| Van Rysel-Roubaix \| + 0" \| \| \| 7. \| Axel Laurance \| Alpecin-Deceuninck \| + 0" \| \| \| 8. \| Kenneth Van Rooy \| Bingoal WB \| + 0" \| \| \| 9. \| Maxime Jarnet \| Van Rysel-Roubaix \| + 0" \| \| \| 10. \| Alexandre Delettre \| Saint Michel-Mavic-Auber 93 \| + 0" \| \| |                    |                             |            |
| |                    |                             |            |
| Kilde: ProCyclingStats |                    |                             |            |
| Etaperesultat |                    |                             |            |
| Rytter | Rytter             | Hold                        | Tid        |
| 1. | Mads Pedersen      | Lidl-Trek                   | 3t 43' 54" |
| 2. | Milan Menten       | Lotto Dstny                 | + 0"       |
| 3. | Rasmus Tiller      | Uno-X Mobility              | + 0"       |
| 4. | Sandy Dujardin     | TotalEnergies               | + 0"       |
| 5. | Benoît Cosnefroy   | Decathlon-AG2R La Mondiale  | + 0"       |
| 6. | Samuel Leroux      | Van Rysel-Roubaix           | + 0"       |
| 7. | Axel Laurance      | Alpecin-Deceuninck          | + 0"       |
| 8. | Kenneth Van Rooy   | Bingoal WB                  | + 0"       |
| 9. | Maxime Jarnet      | Van Rysel-Roubaix           | + 0"       |
| 10. | Alexandre Delettre | Saint Michel-Mavic-Auber 93 | + 0"       |

| \| Samlede stilling \| Samlede stilling \| Samlede stilling \| Samlede stilling \| Samlede stilling \| \| Rytter \| Rytter \| Hold \| Tid \| \| \| ---------------- \| ---------------------- \| -------------------------- \| ---------------- \| ---------------- \| \| 1. \| Mads Pedersen \| Lidl-Trek \| 7t 40' 48" \| \| \| 2. \| Axel Laurance \| Alpecin-Deceuninck \| + 6" \| \| \| 3. \| Kévin Vauquelin \| Arkéa-B&B Hotels \| + 12" \| \| \| 4. \| Kevin Geniets \| Groupama-FDJ \| + 16" \| \| \| 5. \| Brent Van Moer \| Lotto Dstny \| + 20" \| \| \| 6. \| Rémy Rochas \| Groupama-FDJ \| + 20" \| \| \| 7. \| Benoît Cosnefroy \| Decathlon-AG2R La Mondiale \| + 23" \| \| \| 8. \| Aurélien Paret-Peintre \| Decathlon-AG2R La Mondiale \| + 23" \| \| \| 9. \| Alex Baudin \| Decathlon-AG2R La Mondiale \| + 23" \| \| \| 10. \| Jenno Berckmoes \| Lotto Dstny \| + 27" \| \| |                        |                            |            |
| |                        |                            |            |
| Kilde: ProCyclingStats |                        |                            |            |
| Samlede stilling |                        |                            |            |
| Rytter | Rytter                 | Hold                       | Tid        |
| 1. | Mads Pedersen          | Lidl-Trek                  | 7t 40' 48" |
| 2. | Axel Laurance          | Alpecin-Deceuninck         | + 6"       |
| 3. | Kévin Vauquelin        | Arkéa-B&B Hotels           | + 12"      |
| 4. | Kevin Geniets          | Groupama-FDJ               | + 16"      |
| 5. | Brent Van Moer         | Lotto Dstny                | + 20"      |
| 6. | Rémy Rochas            | Groupama-FDJ               | + 20"      |
| 7. | Benoît Cosnefroy       | Decathlon-AG2R La Mondiale | + 23"      |
| 8. | Aurélien Paret-Peintre | Decathlon-AG2R La Mondiale | + 23"      |
| 9. | Alex Baudin            | Decathlon-AG2R La Mondiale | + 23"      |
| 10. | Jenno Berckmoes        | Lotto Dstny                | + 27"      |

### 4. etape
| Méjannes-le-Clap - Méjannes-le-Clap | kuperet etape | (158,48 km) |

| \| Etaperesultat \| Etaperesultat \| Etaperesultat \| Etaperesultat \| Etaperesultat \| \| Rytter \| Rytter \| Hold \| Tid \| \| \| ------------- \| ----------------------- \| -------------------------- \| ------------- \| ------------- \| \| 1. \| Samuel Leroux \| Van Rysel-Roubaix \| 3t 28' 32" \| \| \| 2. \| Stefan Bissegger \| EF Education-EasyPost \| + 0" \| \| \| 3. \| Dries De Bondt \| Decathlon-AG2R La Mondiale \| + 0" \| \| \| 4. \| Jonas Iversby Hvideberg \| Uno-X Mobility \| + 2" \| \| \| 5. \| Magnus Cort \| Uno-X Mobility \| + 2" \| \| \| 6. \| Alberto Bettiol \| EF Education-EasyPost \| + 2" \| \| \| 7. \| Jenno Berckmoes \| Lotto Dstny \| + 2" \| \| \| 8. \| Rasmus Tiller \| Uno-X Mobility \| + 2" \| \| \| 9. \| Mads Pedersen \| Lidl-Trek \| + 2" \| \| \| 10. \| Timo Kielich \| Alpecin-Deceuninck \| + 2" \| \| |                         |                            |            |
| |                         |                            |            |
| Kilde: ProCyclingStats |                         |                            |            |
| Etaperesultat |                         |                            |            |
| Rytter | Rytter                  | Hold                       | Tid        |
| 1. | Samuel Leroux           | Van Rysel-Roubaix          | 3t 28' 32" |
| 2. | Stefan Bissegger        | EF Education-EasyPost      | + 0"       |
| 3. | Dries De Bondt          | Decathlon-AG2R La Mondiale | + 0"       |
| 4. | Jonas Iversby Hvideberg | Uno-X Mobility             | + 2"       |
| 5. | Magnus Cort             | Uno-X Mobility             | + 2"       |
| 6. | Alberto Bettiol         | EF Education-EasyPost      | + 2"       |
| 7. | Jenno Berckmoes         | Lotto Dstny                | + 2"       |
| 8. | Rasmus Tiller           | Uno-X Mobility             | + 2"       |
| 9. | Mads Pedersen           | Lidl-Trek                  | + 2"       |
| 10. | Timo Kielich            | Alpecin-Deceuninck         | + 2"       |

| \| Samlede stilling \| Samlede stilling \| Samlede stilling \| Samlede stilling \| Samlede stilling \| \| Rytter \| Rytter \| Hold \| Tid \| \| \| ---------------- \| ---------------------- \| -------------------------- \| ---------------- \| ---------------- \| \| 1. \| Mads Pedersen \| Lidl-Trek \| 11t 09' 22" \| \| \| 2. \| Axel Laurance \| Alpecin-Deceuninck \| + 6" \| \| \| 3. \| Kévin Vauquelin \| Arkéa-B&B Hotels \| + 12" \| \| \| 4. \| Kevin Geniets \| Groupama-FDJ \| + 16" \| \| \| 5. \| Brent Van Moer \| Lotto Dstny \| + 20" \| \| \| 6. \| Rémy Rochas \| Groupama-FDJ \| + 20" \| \| \| 7. \| Benoît Cosnefroy \| Decathlon-AG2R La Mondiale \| + 23" \| \| \| 8. \| Aurélien Paret-Peintre \| Decathlon-AG2R La Mondiale \| + 23" \| \| \| 9. \| Alex Baudin \| Decathlon-AG2R La Mondiale \| + 23" \| \| \| 10. \| Jenno Berckmoes \| Lotto Dstny \| + 27" \| \| |                        |                            |             |
| |                        |                            |             |
| Kilde: ProCyclingStats |                        |                            |             |
| Samlede stilling |                        |                            |             |
| Rytter | Rytter                 | Hold                       | Tid         |
| 1. | Mads Pedersen          | Lidl-Trek                  | 11t 09' 22" |
| 2. | Axel Laurance          | Alpecin-Deceuninck         | + 6"        |
| 3. | Kévin Vauquelin        | Arkéa-B&B Hotels           | + 12"       |
| 4. | Kevin Geniets          | Groupama-FDJ               | + 16"       |
| 5. | Brent Van Moer         | Lotto Dstny                | + 20"       |
| 6. | Rémy Rochas            | Groupama-FDJ               | + 20"       |
| 7. | Benoît Cosnefroy       | Decathlon-AG2R La Mondiale | + 23"       |
| 8. | Aurélien Paret-Peintre | Decathlon-AG2R La Mondiale | + 23"       |
| 9. | Alex Baudin            | Decathlon-AG2R La Mondiale | + 23"       |
| 10. | Jenno Berckmoes        | Lotto Dstny                | + 27"       |

### 5. etape
| Alès - Alès | enkeltstart | (10,645 km) |

| \| Etaperesultat \| Etaperesultat \| Etaperesultat \| Etaperesultat \| Etaperesultat \| \| Rytter \| Rytter \| Hold \| Tid \| \| \| ------------- \| ---------------------- \| -------------------------- \| ------------- \| ------------- \| \| 1. \| Kévin Vauquelin \| Arkéa-B&B Hotels \| 15' 02" \| \| \| 2. \| Mads Pedersen \| Lidl-Trek \| + 10" \| \| \| 3. \| Alberto Bettiol \| EF Education-EasyPost \| + 14" \| \| \| 4. \| Ben Healy \| EF Education-EasyPost \| + 22" \| \| \| 5. \| Sean Quinn \| EF Education-EasyPost \| + 24" \| \| \| 6. \| Simon Carr \| EF Education-EasyPost \| + 27" \| \| \| 7. \| Stefan Bissegger \| EF Education-EasyPost \| + 36" \| \| \| 8. \| Toms Skujiņš \| Lidl-Trek \| + 37" \| \| \| 9. \| Aurélien Paret-Peintre \| Decathlon-AG2R La Mondiale \| + 38" \| \| \| 10. \| Jenno Berckmoes \| Lotto Dstny \| + 39" \| \| |                        |                            |         |
| |                        |                            |         |
| Kilde: ProCyclingStats |                        |                            |         |
| Etaperesultat |                        |                            |         |
| Rytter | Rytter                 | Hold                       | Tid     |
| 1. | Kévin Vauquelin        | Arkéa-B&B Hotels           | 15' 02" |
| 2. | Mads Pedersen          | Lidl-Trek                  | + 10"   |
| 3. | Alberto Bettiol        | EF Education-EasyPost      | + 14"   |
| 4. | Ben Healy              | EF Education-EasyPost      | + 22"   |
| 5. | Sean Quinn             | EF Education-EasyPost      | + 24"   |
| 6. | Simon Carr             | EF Education-EasyPost      | + 27"   |
| 7. | Stefan Bissegger       | EF Education-EasyPost      | + 36"   |
| 8. | Toms Skujiņš           | Lidl-Trek                  | + 37"   |
| 9. | Aurélien Paret-Peintre | Decathlon-AG2R La Mondiale | + 38"   |
| 10. | Jenno Berckmoes        | Lotto Dstny                | + 39"   |

## Trøjernes fordeling gennem løbet
| Etape    |               | Vinder _            | Samlede stilling | Pointtrøje    | Bjergtrøje       | Ungdomstrøje    | Holdkonkurrence _          |
| -------- | ------------- | ------------------- | ---------------- | ------------- | ---------------- | --------------- | -------------------------- |
| 1. etape | flad etape    | aflysning af etapen | ikke uddelt      | ikke uddelt   | ikke uddelt      | ikke uddelt     | ikke uddelt                |
| 2. etape | kuperet etape | Axel Laurance       | Axel Laurance    | Axel Laurance | Jean-Louis Le Ny | Axel Laurance   | Groupama-FDJ               |
| 3. etape | kuperet etape | Mads Pedersen       | Mads Pedersen    | Mads Pedersen | Jonas Abrahamsen | Axel Laurance   | Groupama-FDJ               |
| 4. etape | kuperet etape | Samuel Leroux       | Mads Pedersen    | Mads Pedersen | Jonas Abrahamsen | Axel Laurance   | Decathlon-AG2R La Mondiale |
| 5. etape | enkeltstart   | Kévin Vauquelin     | Mads Pedersen    | Mads Pedersen | Jonas Abrahamsen | Kévin Vauquelin | Decathlon-AG2R La Mondiale |
| Samlet   | Samlet        |                     | Mads Pedersen    | Mads Pedersen | Jonas Abrahamsen | Kévin Vauquelin | Decathlon-AG2R La Mondiale |

## Resultater

### Samlede stilling
| \| Samlede stilling \| Samlede stilling \| Samlede stilling \| Samlede stilling \| Samlede stilling \| \| Rytter \| Rytter \| Hold \| Tid \| \| \| ---------------- \| ---------------------- \| -------------------------- \| ---------------- \| ---------------- \| \| 1. \| Mads Pedersen \| Lidl-Trek \| 11t 00' 58" \| \| \| 2. \| Kévin Vauquelin \| Arkéa-B&B Hotels \| + 2" \| \| \| 3. \| Alberto Bettiol \| EF Education-EasyPost \| + 32" \| \| \| 4. \| Ben Healy \| EF Education-EasyPost \| + 43" \| \| \| 5. \| Rémy Rochas \| Groupama-FDJ \| + 51" \| \| \| 6. \| Aurélien Paret-Peintre \| Decathlon-AG2R La Mondiale \| + 51" \| \| \| 7. \| Alex Baudin \| Decathlon-AG2R La Mondiale \| + 54" \| \| \| 8. \| Jenno Berckmoes \| Lotto Dstny \| + 56" \| \| \| 9. \| Brent Van Moer \| Lotto Dstny \| + 58" \| \| \| 10. \| Kevin Geniets \| Groupama-FDJ \| + 59" \| \| |                        |                            |             |
| |                        |                            |             |
| Kilde: ProCyclingStats |                        |                            |             |
| Samlede stilling |                        |                            |             |
| Rytter | Rytter                 | Hold                       | Tid         |
| 1. | Mads Pedersen          | Lidl-Trek                  | 11t 00' 58" |
| 2. | Kévin Vauquelin        | Arkéa-B&B Hotels           | + 2"        |
| 3. | Alberto Bettiol        | EF Education-EasyPost      | + 32"       |
| 4. | Ben Healy              | EF Education-EasyPost      | + 43"       |
| 5. | Rémy Rochas            | Groupama-FDJ               | + 51"       |
| 6. | Aurélien Paret-Peintre | Decathlon-AG2R La Mondiale | + 51"       |
| 7. | Alex Baudin            | Decathlon-AG2R La Mondiale | + 54"       |
| 8. | Jenno Berckmoes        | Lotto Dstny                | + 56"       |
| 9. | Brent Van Moer         | Lotto Dstny                | + 58"       |
| 10. | Kevin Geniets          | Groupama-FDJ               | + 59"       |

### Pointkonkurrencen
| Pointkonkurrence | Pointkonkurrence | Pointkonkurrence      | Pointkonkurrence | Pointkonkurrence |
| Rytter           | Rytter           | Hold                  | Point            |                  |
| ---------------- | ---------------- | --------------------- | ---------------- | ---------------- |
| 1.               | Mads Pedersen    | Lidl-Trek             | 72 point         |                  |
| 2.               | Kévin Vauquelin  | Arkéa-B&B Hotels      | 42 point         |                  |
| 3.               | Axel Laurance    | Alpecin-Deceuninck    | 37 point         |                  |
| 4.               | Samuel Leroux    | Van Rysel-Roubaix     | 35 point         |                  |
| 5.               | Alberto Bettiol  | EF Education-EasyPost | 30 point         |                  |

### Bjergkonkurrencen
| Bjergkonkurrence | Bjergkonkurrence | Bjergkonkurrence           | Bjergkonkurrence | Bjergkonkurrence |
| Rytter           | Rytter           | Hold                       | Point            |                  |
| ---------------- | ---------------- | -------------------------- | ---------------- | ---------------- |
| 1.               | Jonas Abrahamsen | Uno-X Mobility             | 42 point         |                  |
| 2.               | Jean-Louis Le Ny | Nice Métropole Côte d'Azur | 16 point         |                  |
| 3.               | Alexis Gougeard  | Cofidis                    | 14 point         |                  |
| 4.               | Simon Carr       | EF Education-EasyPost      | 14 point         |                  |
| 5.               | Dries De Bondt   | Decathlon-AG2R La Mondiale | 12 point         |                  |

### Ungdomskonkurrencen
| Ungdomskonkurrence | Ungdomskonkurrence | Ungdomskonkurrence         | Ungdomskonkurrence | Ungdomskonkurrence |
| Rytter             | Rytter             | Hold                       | Tid                |                    |
| ------------------ | ------------------ | -------------------------- | ------------------ | ------------------ |
| 1.                 | Kévin Vauquelin    | Arkéa-B&B Hotels           | 11t 24' 36"        |                    |
| 2.                 | Alex Baudin        | Decathlon-AG2R La Mondiale | + 52"              |                    |
| 3.                 | Jenno Berckmoes    | Lotto Dstny                | + 54"              |                    |
| 4.                 | Axel Laurance      | Alpecin-Deceuninck         | + 1' 01"           |                    |
| 5.                 | Alec Segaert       | Lotto Dstny                | + 1' 29"           |                    |

### Holdkonkurrencen
| Holdkonkurrence | Holdkonkurrence            | Holdkonkurrence | Holdkonkurrence |
| Hold            | Hold                       | Tid             |                 |
| --------------- | -------------------------- | --------------- | --------------- |
| 1.              | Decathlon-AG2R La Mondiale | 34t 16' 26"     |                 |
| 2.              | Groupama-FDJ               | + 24"           |                 |
| 3.              | Lotto Dstny                | + 41"           |                 |
| 4.              | EF Education-EasyPost      | + 53"           |                 |
| 5.              | Cofidis                    | + 1' 55"        |                 |

## Hold og ryttere
| UCI WorldTeams (7)- Alpecin-Deceuninck - Arkéa-B&B Hotels - Cofidis - Decathlon-AG2R La Mondiale - EF Education-EasyPost - Groupama-FDJ - Lidl-Trek UCI ProTeams (8)- Bingoal WB - Equipo Kern Pharma - Lotto Dstny - Corratec-Vini Fantini - Team Flanders-Baloise - TotalEnergies - Tudor Pro Cycling Team - Uno-X Mobility UCI Kontinentalhold (4)- CIC U Nantes Atlantique - Nice Métropole Côte d'Azur - Saint Michel-Mavic-Auber 93 - Van Rysel-Roubaix |
| |

### Danske ryttere
| Danske ryttere på startlisten |               |                |           |
| Rygnummer                     | Rytter        | Hold           | Placering |
| 21                            | Mads Pedersen | Lidl-Trek      | 1         |
| 81                            | Magnus Cort   | Uno-X Mobility | 18        |

* DNF = gennemførte ikke

### Startliste
| EF Education-EasyPost EFE | EF Education-EasyPost EFE  | EF Education-EasyPost EFE |
| ------------------------- | -------------------------- | ------------------------- |
| Nr.                       | Rytter                     | Placering                 |
| 1                         | Alberto Bettiol (ITA)      | 3.                        |
| 2                         | Stefan Bissegger (SUI)     | 67.                       |
| 3                         | Simon Carr (GBR)           | 83.                       |
| 4                         | Ben Healy (IRL) (landevej) | 4.                        |
| 5                         | Lukas Nerurkar (GBR)       | 59.                       |
| 6                         | Sean Quinn (USA)           | 68.                       |
| 7                         | Darren Rafferty (IRL)      | 65.                       |

| Decathlon-AG2R La Mondiale DAT | Decathlon-AG2R La Mondiale DAT | Decathlon-AG2R La Mondiale DAT |
| ------------------------------ | ------------------------------ | ------------------------------ |
| Nr.                            | Rytter                         | Placering                      |
| 11                             | Benoît Cosnefroy (FRA)         | 13.                            |
| 12                             | Alex Baudin (FRA)              | 7.                             |
| 13                             | Dries De Bondt (BEL)           | 49.                            |
| 14                             | Sander De Pestel (BEL)         | 39.                            |
| 15                             | Aurélien Paret-Peintre (FRA)   | 6.                             |
| 16                             | Valentin Retailleau (FRA)      | 45.                            |
| 17                             | Damien Touzé (FRA)             | 25.                            |

| Lidl-Trek LTK | Lidl-Trek LTK        | Lidl-Trek LTK |
| ------------- | -------------------- | ------------- |
| Nr.           | Rytter               | Placering     |
| 21            | Mads Pedersen (DEN)  | 1.            |
| 22            | Julien Bernard (FRA) | 79.           |
| 23            | Tim Declercq (BEL)   | 105.          |
| 24            | Daan Hoole (NED)     | DNF-3         |
| 25            | Alex Kirsch (LUX)    | 62.           |
| 26            | Toms Skujiņš (LAT)   | 11.           |
| 27            | Otto Vergaerde (BEL) | 107.          |

| Cofidis COF | Cofidis COF            | Cofidis COF |
| ----------- | ---------------------- | ----------- |
| Nr.         | Rytter                 | Placering   |
| 31          | Benjamin Thomas (FRA)  | 27.         |
| 32          | Anthony Perez (FRA)    | 16.         |
| 33          | Thomas Champion (FRA)  | 22.         |
| 34          | Alexis Gougeard (FRA)  | 60.         |
| 36          | Christophe Noppe (BEL) | 101.        |
| 37          | Harrison Wood (GBR)    | 85.         |

| Alpecin-Deceuninck ADC | Alpecin-Deceuninck ADC  | Alpecin-Deceuninck ADC |
| ---------------------- | ----------------------- | ---------------------- |
| Nr.                    | Rytter                  | Placering              |
| 41                     | Axel Laurance (FRA)     | 12.                    |
| 42                     | Ramses Debruyne (BEL)   | 100.                   |
| 43                     | Simon Dehairs (BEL)     | 121.                   |
| 44                     | Robbe Ghys (BEL)        | 123.                   |
| 45                     | Timo Kielich (BEL)      | 61.                    |
| 46                     | Edward Planckaert (BEL) | 95.                    |
| 47                     | Luca Vergallito (ITA)   | 41.                    |

| Groupama-FDJ GFC | Groupama-FDJ GFC       | Groupama-FDJ GFC |
| ---------------- | ---------------------- | ---------------- |
| Nr.              | Rytter                 | Placering        |
| 51               | Kevin Geniets (LUX)    | 10.              |
| 52               | Cyril Barthe (FRA)     | 53.              |
| 53               | Eddy Le Huitouze (FRA) | 110.             |
| 54               | Quentin Pacher (FRA)   | 17.              |
| 55               | Rémy Rochas (FRA)      | 5.               |
| 56               | Marc Sarreau (FRA)     | 102.             |
| 57               | Thibaud Gruel (FRA)    | 112.             |

| Lotto Dstny LTD | Lotto Dstny LTD          | Lotto Dstny LTD |
| --------------- | ------------------------ | --------------- |
| Nr.             | Rytter                   | Placering       |
| 61              | Jenno Berckmoes (BEL)    | 8.              |
| 62              | Jarrad Drizners (AUS)    | 103.            |
| 63              | Sébastien Grignard (BEL) | 57.             |
| 64              | Milan Menten (BEL)       | 38.             |
| 65              | Alec Segaert (BEL)       | 19.             |
| 66              | Lionel Taminiaux (BEL)   | 93.             |
| 67              | Brent Van Moer (BEL)     | 9.              |

| Arkéa-B&B Hotels ARK | Arkéa-B&B Hotels ARK     | Arkéa-B&B Hotels ARK |
| -------------------- | ------------------------ | -------------------- |
| Nr.                  | Rytter                   | Placering            |
| 71                   | Kévin Vauquelin (FRA)    | 2.                   |
| 72                   | Luca Mozzato (ITA)       | 114.                 |
| 73                   | Mathis Le Berre (FRA)    | DNS-5                |
| 74                   | Thibault Guernalec (FRA) | 71.                  |
| 75                   | Simon Guglielmi (FRA)    | 89.                  |
| 76                   | Alan Riou (FRA)          | 117.                 |

| Arkéa-B&B Hôtels Continentale ___ | Arkéa-B&B Hôtels Continentale ___ | Arkéa-B&B Hôtels Continentale ___ |
| --------------------------------- | --------------------------------- | --------------------------------- |
| Nr.                               | Rytter                            | Placering                         |
| 77                                | Pierre Thierry (FRA)              | 91.                               |

| Uno-X Mobility UXM | Uno-X Mobility UXM            | Uno-X Mobility UXM |
| ------------------ | ----------------------------- | ------------------ |
| Nr.                | Rytter                        | Placering          |
| 81                 | Magnus Cort (DEN)             | 18.                |
| 82                 | Jonas Abrahamsen (NOR)        | 87.                |
| 83                 | Markus Hoelgaard (NOR)        | 15.                |
| 84                 | Jonas Iversby Hvideberg (NOR) | 86.                |
| 85                 | Andreas Leknessund (NOR)      | 31.                |
| 86                 | Alexander Kristoff (NOR)      | 99.                |
| 87                 | Rasmus Tiller (NOR)           | 51.                |

| TotalEnergies TEN | TotalEnergies TEN        | TotalEnergies TEN |
| ----------------- | ------------------------ | ----------------- |
| Nr.               | Rytter                   | Placering         |
| 91                | Mathieu Burgaudeau (FRA) | 14.               |
| 92                | Thomas Bonnet (FRA)      | 84.               |
| 93                | Sandy Dujardin (FRA)     | 42.               |
| 94                | Valentin Ferron (FRA)    | 44.               |
| 95                | Thomas Gachignard (FRA)  | 63.               |
| 96                | Fabien Grellier (FRA)    | 104.              |
| 97                | Alexis Vuillermoz (FRA)  | 54.               |

| Tudor Pro Cycling Team TUD | Tudor Pro Cycling Team TUD      | Tudor Pro Cycling Team TUD |
| -------------------------- | ------------------------------- | -------------------------- |
| Nr.                        | Rytter                          | Placering                  |
| 101                        | Marco Brenner (GER)             | 56.                        |
| 102                        | Jacob Eriksson (SWE)            | 113.                       |
| 103                        | Miká Heming (GER)               | 64.                        |
| 104                        | Arthur Kluckers (LUX)           | 35.                        |
| 105                        | Lucas Eriksson (SWE) (landevej) | 80.                        |
| 106                        | Florian Stork (GER)             | 29.                        |
| 107                        | Nils Brun (SUI)                 | 34.                        |

| Team Flanders-Baloise TFB | Team Flanders-Baloise TFB | Team Flanders-Baloise TFB |
| ------------------------- | ------------------------- | ------------------------- |
| Nr.                       | Rytter                    | Placering                 |
| 111                       | Arno Claeys (BEL)         | 120.                      |
| 112                       | Alex Colman (BEL)         | 70.                       |
| 113                       | Gilles De Wilde (BEL)     | HD-5                      |
| 114                       | Jules Hesters (BEL)       | 122.                      |
| 115                       | Vincent Van Hemelen (BEL) | 43.                       |
| 116                       | Kamiel Bonneu (BEL)       | 90.                       |
| 117                       | Ward Vanhoof (BEL)        | 58.                       |

| Team Corratec-Vini Fantini COR | Team Corratec-Vini Fantini COR | Team Corratec-Vini Fantini COR |
| ------------------------------ | ------------------------------ | ------------------------------ |
| Nr.                            | Rytter                         | Placering                      |
| 121                            | Valerio Conti (ITA)            | 74.                            |
| 122                            | Valentin Darbellay (SUI)       | 98.                            |
| 123                            | Marco Murgano (ITA)            | 78.                            |
| 124                            | Jan Stöckli (SUI)              | 72.                            |
| 125                            | Etienne van Empel (NED)        | 115.                           |
| 126                            | Alessandro Monaco (ITA)        | DNF-3                          |
| 127                            | Andrij Ponomar (UKR)           | 32.                            |

| Bingoal WB BWB | Bingoal WB BWB         | Bingoal WB BWB |
| -------------- | ---------------------- | -------------- |
| Nr.            | Rytter                 | Placering      |
| 131            | Ceriel Desal (BEL)     | 73.            |
| 132            | Luca De Meester (BEL)  | HD-5           |
| 133            | Luca Van Boven (BEL)   | 50.            |
| 134            | Jelle Vermoote (BEL)   | 76.            |
| 135            | Kenneth Van Rooy (BEL) | 36.            |
| 136            | Giacomo Villa (ITA)    | 48.            |
| 137            | Louka Matthys (BEL)    | 46.            |

| Equipo Kern Pharma EKP | Equipo Kern Pharma EKP   | Equipo Kern Pharma EKP |
| ---------------------- | ------------------------ | ---------------------- |
| Nr.                    | Rytter                   | Placering              |
| 141                    | Pau Miquel (ESP)         | 33.                    |
| 142                    | Urko Berrade (ESP)       | 20.                    |
| 143                    | Danny van der Tuuk (POL) | 118.                   |
| 144                    | Martí Márquez (ESP)      | 116.                   |
| 145                    | Francisco Galván (ESP)   | 30.                    |
| 146                    | Mikel Retegi (ESP)       | 106.                   |
| 147                    | Hugo Aznar (ESP)         | HD-2                   |

| Saint Michel-Mavic-Auber 93 AUB | Saint Michel-Mavic-Auber 93 AUB | Saint Michel-Mavic-Auber 93 AUB |
| ------------------------------- | ------------------------------- | ------------------------------- |
| Nr.                             | Rytter                          | Placering                       |
| 151                             | Alexandre Delettre (FRA)        | 21.                             |
| 152                             | Jérémy Cabot (FRA)              | 24.                             |
| 153                             | Romain Cardis (FRA)             | 88.                             |
| 154                             | Dillon Corkery (IRL)            | 82.                             |
| 155                             | Joris Delbove (FRA)             | 37.                             |
| 156                             | Jérémy Lecroq (FRA)             | 119.                            |
| 157                             | Théo Delacroix (FRA)            | 81.                             |

| Van Rysel-Roubaix VRR | Van Rysel-Roubaix VRR     | Van Rysel-Roubaix VRR |
| --------------------- | ------------------------- | --------------------- |
| Nr.                   | Rytter                    | Placering             |
| 161                   | Kenny Molly (BEL)         | 75.                   |
| 162                   | Rémi Capron (FRA)         | 47.                   |
| 163                   | Maxime Jarnet (FRA)       | 40.                   |
| 164                   | Maximilien Juillard (FRA) | 69.                   |
| 165                   | Samuel Leroux (FRA)       | 26.                   |
| 166                   | Emmanuel Morin (FRA)      | 66.                   |
| 167                   | Valentin Tabellion (FRA)  | 77.                   |

| CIC U Nantes Atlantique UCN | CIC U Nantes Atlantique UCN | CIC U Nantes Atlantique UCN |
| --------------------------- | --------------------------- | --------------------------- |
| Nr.                         | Rytter                      | Placering                   |
| 171                         | Pierre-Henry Basset (FRA)   | 55.                         |
| 172                         | Enzo Boulet (FRA)           | 108.                        |
| 173                         | Clément Braz Afonso (FRA)   | 23.                         |
| 174                         | Léo Danès (FRA)             | 94.                         |
| 175                         | Maël Guégan (FRA)           | 97.                         |
| 176                         | Matisse Julien (CAN)        | 92.                         |
| 177                         | Jon Rye-Johnsen (NOR)       | DNS-5                       |

| Nice Métropole Côte d'Azur NMC | Nice Métropole Côte d'Azur NMC | Nice Métropole Côte d'Azur NMC |
| ------------------------------ | ------------------------------ | ------------------------------ |
| Nr.                            | Rytter                         | Placering                      |
| 181                            | Jonathan Couanon (FRA)         | 52.                            |
| 182                            | Damien Girard (FRA)            | HD-5                           |
| 183                            | Paul Hennequin (FRA)           | 124.                           |
| 184                            | Jean-Louis Le Ny (FRA)         | 111.                           |
| 185                            | Andrea Mifsud                  | 28.                            |
| 186                            | Alexander Konijn (NED)         | 109.                           |
| 187                            | Melvin Crommelinck (FRA)       | 96.                            |

| EF Education-EasyPost EFE | EF Education-EasyPost EFE  | EF Education-EasyPost EFE |
| ------------------------- | -------------------------- | ------------------------- |
| Nr.                       | Rytter                     | Placering                 |
| 1                         | Alberto Bettiol (ITA)      | 3.                        |
| 2                         | Stefan Bissegger (SUI)     | 67.                       |
| 3                         | Simon Carr (GBR)           | 83.                       |
| 4                         | Ben Healy (IRL) (landevej) | 4.                        |
| 5                         | Lukas Nerurkar (GBR)       | 59.                       |
| 6                         | Sean Quinn (USA)           | 68.                       |
| 7                         | Darren Rafferty (IRL)      | 65.                       |

| Decathlon-AG2R La Mondiale DAT | Decathlon-AG2R La Mondiale DAT | Decathlon-AG2R La Mondiale DAT |
| ------------------------------ | ------------------------------ | ------------------------------ |
| Nr.                            | Rytter                         | Placering                      |
| 11                             | Benoît Cosnefroy (FRA)         | 13.                            |
| 12                             | Alex Baudin (FRA)              | 7.                             |
| 13                             | Dries De Bondt (BEL)           | 49.                            |
| 14                             | Sander De Pestel (BEL)         | 39.                            |
| 15                             | Aurélien Paret-Peintre (FRA)   | 6.                             |
| 16                             | Valentin Retailleau (FRA)      | 45.                            |
| 17                             | Damien Touzé (FRA)             | 25.                            |

| Lidl-Trek LTK | Lidl-Trek LTK        | Lidl-Trek LTK |
| ------------- | -------------------- | ------------- |
| Nr.           | Rytter               | Placering     |
| 21            | Mads Pedersen (DEN)  | 1.            |
| 22            | Julien Bernard (FRA) | 79.           |
| 23            | Tim Declercq (BEL)   | 105.          |
| 24            | Daan Hoole (NED)     | DNF-3         |
| 25            | Alex Kirsch (LUX)    | 62.           |
| 26            | Toms Skujiņš (LAT)   | 11.           |
| 27            | Otto Vergaerde (BEL) | 107.          |

| Cofidis COF | Cofidis COF            | Cofidis COF |
| ----------- | ---------------------- | ----------- |
| Nr.         | Rytter                 | Placering   |
| 31          | Benjamin Thomas (FRA)  | 27.         |
| 32          | Anthony Perez (FRA)    | 16.         |
| 33          | Thomas Champion (FRA)  | 22.         |
| 34          | Alexis Gougeard (FRA)  | 60.         |
| 36          | Christophe Noppe (BEL) | 101.        |
| 37          | Harrison Wood (GBR)    | 85.         |

| Alpecin-Deceuninck ADC | Alpecin-Deceuninck ADC  | Alpecin-Deceuninck ADC |
| ---------------------- | ----------------------- | ---------------------- |
| Nr.                    | Rytter                  | Placering              |
| 41                     | Axel Laurance (FRA)     | 12.                    |
| 42                     | Ramses Debruyne (BEL)   | 100.                   |
| 43                     | Simon Dehairs (BEL)     | 121.                   |
| 44                     | Robbe Ghys (BEL)        | 123.                   |
| 45                     | Timo Kielich (BEL)      | 61.                    |
| 46                     | Edward Planckaert (BEL) | 95.                    |
| 47                     | Luca Vergallito (ITA)   | 41.                    |

| Groupama-FDJ GFC | Groupama-FDJ GFC       | Groupama-FDJ GFC |
| ---------------- | ---------------------- | ---------------- |
| Nr.              | Rytter                 | Placering        |
| 51               | Kevin Geniets (LUX)    | 10.              |
| 52               | Cyril Barthe (FRA)     | 53.              |
| 53               | Eddy Le Huitouze (FRA) | 110.             |
| 54               | Quentin Pacher (FRA)   | 17.              |
| 55               | Rémy Rochas (FRA)      | 5.               |
| 56               | Marc Sarreau (FRA)     | 102.             |
| 57               | Thibaud Gruel (FRA)    | 112.             |

| Lotto Dstny LTD | Lotto Dstny LTD          | Lotto Dstny LTD |
| --------------- | ------------------------ | --------------- |
| Nr.             | Rytter                   | Placering       |
| 61              | Jenno Berckmoes (BEL)    | 8.              |
| 62              | Jarrad Drizners (AUS)    | 103.            |
| 63              | Sébastien Grignard (BEL) | 57.             |
| 64              | Milan Menten (BEL)       | 38.             |
| 65              | Alec Segaert (BEL)       | 19.             |
| 66              | Lionel Taminiaux (BEL)   | 93.             |
| 67              | Brent Van Moer (BEL)     | 9.              |

| Arkéa-B&B Hotels ARK | Arkéa-B&B Hotels ARK     | Arkéa-B&B Hotels ARK |
| -------------------- | ------------------------ | -------------------- |
| Nr.                  | Rytter                   | Placering            |
| 71                   | Kévin Vauquelin (FRA)    | 2.                   |
| 72                   | Luca Mozzato (ITA)       | 114.                 |
| 73                   | Mathis Le Berre (FRA)    | DNS-5                |
| 74                   | Thibault Guernalec (FRA) | 71.                  |
| 75                   | Simon Guglielmi (FRA)    | 89.                  |
| 76                   | Alan Riou (FRA)          | 117.                 |

| Arkéa-B&B Hôtels Continentale ___ | Arkéa-B&B Hôtels Continentale ___ | Arkéa-B&B Hôtels Continentale ___ |
| --------------------------------- | --------------------------------- | --------------------------------- |
| Nr.                               | Rytter                            | Placering                         |
| 77                                | Pierre Thierry (FRA)              | 91.                               |

| Uno-X Mobility UXM | Uno-X Mobility UXM            | Uno-X Mobility UXM |
| ------------------ | ----------------------------- | ------------------ |
| Nr.                | Rytter                        | Placering          |
| 81                 | Magnus Cort (DEN)             | 18.                |
| 82                 | Jonas Abrahamsen (NOR)        | 87.                |
| 83                 | Markus Hoelgaard (NOR)        | 15.                |
| 84                 | Jonas Iversby Hvideberg (NOR) | 86.                |
| 85                 | Andreas Leknessund (NOR)      | 31.                |
| 86                 | Alexander Kristoff (NOR)      | 99.                |
| 87                 | Rasmus Tiller (NOR)           | 51.                |

| TotalEnergies TEN | TotalEnergies TEN        | TotalEnergies TEN |
| ----------------- | ------------------------ | ----------------- |
| Nr.               | Rytter                   | Placering         |
| 91                | Mathieu Burgaudeau (FRA) | 14.               |
| 92                | Thomas Bonnet (FRA)      | 84.               |
| 93                | Sandy Dujardin (FRA)     | 42.               |
| 94                | Valentin Ferron (FRA)    | 44.               |
| 95                | Thomas Gachignard (FRA)  | 63.               |
| 96                | Fabien Grellier (FRA)    | 104.              |
| 97                | Alexis Vuillermoz (FRA)  | 54.               |

| Tudor Pro Cycling Team TUD | Tudor Pro Cycling Team TUD      | Tudor Pro Cycling Team TUD |
| -------------------------- | ------------------------------- | -------------------------- |
| Nr.                        | Rytter                          | Placering                  |
| 101                        | Marco Brenner (GER)             | 56.                        |
| 102                        | Jacob Eriksson (SWE)            | 113.                       |
| 103                        | Miká Heming (GER)               | 64.                        |
| 104                        | Arthur Kluckers (LUX)           | 35.                        |
| 105                        | Lucas Eriksson (SWE) (landevej) | 80.                        |
| 106                        | Florian Stork (GER)             | 29.                        |
| 107                        | Nils Brun (SUI)                 | 34.                        |

| Team Flanders-Baloise TFB | Team Flanders-Baloise TFB | Team Flanders-Baloise TFB |
| ------------------------- | ------------------------- | ------------------------- |
| Nr.                       | Rytter                    | Placering                 |
| 111                       | Arno Claeys (BEL)         | 120.                      |
| 112                       | Alex Colman (BEL)         | 70.                       |
| 113                       | Gilles De Wilde (BEL)     | HD-5                      |
| 114                       | Jules Hesters (BEL)       | 122.                      |
| 115                       | Vincent Van Hemelen (BEL) | 43.                       |
| 116                       | Kamiel Bonneu (BEL)       | 90.                       |
| 117                       | Ward Vanhoof (BEL)        | 58.                       |

| Team Corratec-Vini Fantini COR | Team Corratec-Vini Fantini COR | Team Corratec-Vini Fantini COR |
| ------------------------------ | ------------------------------ | ------------------------------ |
| Nr.                            | Rytter                         | Placering                      |
| 121                            | Valerio Conti (ITA)            | 74.                            |
| 122                            | Valentin Darbellay (SUI)       | 98.                            |
| 123                            | Marco Murgano (ITA)            | 78.                            |
| 124                            | Jan Stöckli (SUI)              | 72.                            |
| 125                            | Etienne van Empel (NED)        | 115.                           |
| 126                            | Alessandro Monaco (ITA)        | DNF-3                          |
| 127                            | Andrij Ponomar (UKR)           | 32.                            |

| Bingoal WB BWB | Bingoal WB BWB         | Bingoal WB BWB |
| -------------- | ---------------------- | -------------- |
| Nr.            | Rytter                 | Placering      |
| 131            | Ceriel Desal (BEL)     | 73.            |
| 132            | Luca De Meester (BEL)  | HD-5           |
| 133            | Luca Van Boven (BEL)   | 50.            |
| 134            | Jelle Vermoote (BEL)   | 76.            |
| 135            | Kenneth Van Rooy (BEL) | 36.            |
| 136            | Giacomo Villa (ITA)    | 48.            |
| 137            | Louka Matthys (BEL)    | 46.            |

| Equipo Kern Pharma EKP | Equipo Kern Pharma EKP   | Equipo Kern Pharma EKP |
| ---------------------- | ------------------------ | ---------------------- |
| Nr.                    | Rytter                   | Placering              |
| 141                    | Pau Miquel (ESP)         | 33.                    |
| 142                    | Urko Berrade (ESP)       | 20.                    |
| 143                    | Danny van der Tuuk (POL) | 118.                   |
| 144                    | Martí Márquez (ESP)      | 116.                   |
| 145                    | Francisco Galván (ESP)   | 30.                    |
| 146                    | Mikel Retegi (ESP)       | 106.                   |
| 147                    | Hugo Aznar (ESP)         | HD-2                   |

| Saint Michel-Mavic-Auber 93 AUB | Saint Michel-Mavic-Auber 93 AUB | Saint Michel-Mavic-Auber 93 AUB |
| ------------------------------- | ------------------------------- | ------------------------------- |
| Nr.                             | Rytter                          | Placering                       |
| 151                             | Alexandre Delettre (FRA)        | 21.                             |
| 152                             | Jérémy Cabot (FRA)              | 24.                             |
| 153                             | Romain Cardis (FRA)             | 88.                             |
| 154                             | Dillon Corkery (IRL)            | 82.                             |
| 155                             | Joris Delbove (FRA)             | 37.                             |
| 156                             | Jérémy Lecroq (FRA)             | 119.                            |
| 157                             | Théo Delacroix (FRA)            | 81.                             |

| Van Rysel-Roubaix VRR | Van Rysel-Roubaix VRR     | Van Rysel-Roubaix VRR |
| --------------------- | ------------------------- | --------------------- |
| Nr.                   | Rytter                    | Placering             |
| 161                   | Kenny Molly (BEL)         | 75.                   |
| 162                   | Rémi Capron (FRA)         | 47.                   |
| 163                   | Maxime Jarnet (FRA)       | 40.                   |
| 164                   | Maximilien Juillard (FRA) | 69.                   |
| 165                   | Samuel Leroux (FRA)       | 26.                   |
| 166                   | Emmanuel Morin (FRA)      | 66.                   |
| 167                   | Valentin Tabellion (FRA)  | 77.                   |

| CIC U Nantes Atlantique UCN | CIC U Nantes Atlantique UCN | CIC U Nantes Atlantique UCN |
| --------------------------- | --------------------------- | --------------------------- |
| Nr.                         | Rytter                      | Placering                   |
| 171                         | Pierre-Henry Basset (FRA)   | 55.                         |
| 172                         | Enzo Boulet (FRA)           | 108.                        |
| 173                         | Clément Braz Afonso (FRA)   | 23.                         |
| 174                         | Léo Danès (FRA)             | 94.                         |
| 175                         | Maël Guégan (FRA)           | 97.                         |
| 176                         | Matisse Julien (CAN)        | 92.                         |
| 177                         | Jon Rye-Johnsen (NOR)       | DNS-5                       |

| Nice Métropole Côte d'Azur NMC | Nice Métropole Côte d'Azur NMC | Nice Métropole Côte d'Azur NMC |
| ------------------------------ | ------------------------------ | ------------------------------ |
| Nr.                            | Rytter                         | Placering                      |
| 181                            | Jonathan Couanon (FRA)         | 52.                            |
| 182                            | Damien Girard (FRA)            | HD-5                           |
| 183                            | Paul Hennequin (FRA)           | 124.                           |
| 184                            | Jean-Louis Le Ny (FRA)         | 111.                           |
| 185                            | Andrea Mifsud                  | 28.                            |
| 186                            | Alexander Konijn (NED)         | 109.                           |
| 187                            | Melvin Crommelinck (FRA)       | 96.                            |